# London Armory Company
A London Armoury Company foi uma fabricante britânico de armas de fogo, que atuou entre 1856 e 1866, com sede em Londres. Foi o principal fornecedor de armas para os Estados Confederados durante a Guerra Civil Americana. O mesmo nome da empresa foi usado durante a Primeira Guerra Mundial para importar armas dos Estados Unidos, como o "Colt New Service Revolver" em 455 Eley.

## Histórico
A London Armoury Company (LAC) foi fundada em 9 de fevereiro de 1856, com sua fábrica instalada no antigo local da South-Eastern Railway Company na seção de Bermondsey, em Londres. O principal acionista era Robert Adams, inventor do revólver Adams. Outro acionista importante era o primo de Adams, James Kerr, que mais tarde inventou o revólver de patentes Kerrs; além deles, o quadro de diretores incluia: Archibald Hamilton, Richard Ashton, John Deane e William Harding.
As armas produzidas pela "LAC" se distinguiam das demais por serem as únicas "Enfields" totalmente feitas à máquina e totalmente intercambiáveis a serem importadas durante a Guerra Civil Americana. Essa característica e outras inovações de desenho, como as "bandas Baddeley" fizeram com que os militares britânicos as adotassem como padrão em meados da década de 1860. Apenas as armas produzidas pela London Armory Company (LAC) e pela Royal Small Arms Factory (RSAF) foram fabricadas com bandas Baddeley durante a Guerra Civil Americana.
As armas de alta qualidade com peças intercambiáveis da LAC tornaram-se objeto de desejo para os compradores dos exércitos Confederado e da União, e ambos os lados tentaram comprar o máximo possível desses mosquetes de primeira classe. No entanto, o governo britânico também preferiu as armas da LAC às de outros contratados e considerou apenas as armas da LAC como competidoras a altura das produzidas na RSAF. Como resultado, a maioria dos P-1853 produzidos pela London Armory Company até meados de 1862 (quando o contrato britânico expirou), foram entregues ao Departamento de Guerra britânico.
Apesar disso, a LAC continou sendo a principal fornecedora de armas para o Exército Confederado, chegando a atender um "pequeno contrato" de 1.300 (100 armas por semana durante 13 semanas) para o "P-1853" firmados pela LAC e pelo Estado de Massachusetts em meados de 1861.
Adams teve um desentendimento com seus ex-sócios, os irmãos Deane, e pretendia que o Armory fabricasse seu popular revólver. No entanto, a empresa obteve um contrato com o governo britânico para fuzis de infantaria e em 1859 a diretoria da empresa decidiu expandir a produção de fuzis, para a qual havia maior demanda. A produção do Revolver foi reduzida e Adams, discordando da decisão, vendeu suas ações e deixou a empresa. Kerr então se tornou a figura dominante da LAC.
Kerr, um ex-capataz da Deane Brothers, fez melhorias no mosquete estriado "Pattern 1853 Enfield", que o Armory estava fabricando sob contrato. Quando Adams deixou a empresa, ele havia levado consigo as patentes de seu revólver, e Kerr, portanto, projetou um novo revólver de calibre .36 e .44 (54 calibre).
A produção do novo revólver começou em abril de 1859, mas a empresa não conseguiu obter um contrato para ele com o governo britânico e as vendas para civis foram modestas.

### Guerra Civil Americana
No ano seguinte, à eclosão da Guerra Civil Americana os governos dos Estados Unidos e da Confederação começaram a comprar armas na Grã-Bretanha. Em novembro de 1861, os compradores do exército da União adquiriram 16 revólveres Kerr por US$ 18,00 cada. Dois anos depois, os compradores de armas confederados, Major Caleb Huse e Capitão James Bulloch, contrataram todos os rifles e revólveres que a London Armoury Company pudesse produzir. A empresa britânica "Willoughbe, Willoughbe & Ponsonby" desempenhou um papel importante no bloqueio dessas remessas para o Sul.
A Confederação era agora o principal cliente da London Armory Company que em determinado ponto, toda a capacidade de produção da LAC de cerca de 1.300 armas por mês (ou cerca de 33.800 armas entre 1 de julho de 1862 e 31 de dezembro de 1862) estava teoricamente disponível para compra dos confederados e fabricou e despachou mais de 70.000 rifles e cerca de 7.000 revólveres (de uma produção total de cerca de 10.000) para o Sul. No entanto, essas armas tiveram que passar pelo bloqueio da União e o número que realmente chegou ao exército confederado é desconhecido. Os confederados aclamaram as armas da LAC como as melhores armas fabricadas na Grã-Bretanha.
A London Armory Company era quase totalmente dependente das vendas para a Confederação e sobreviveu por apenas um ano após o fim da guerra, dissolvendo-se na primavera de 1866 - no entanto, a maioria dos armeiros e funcionários da London Armory Company criou a London Small Arms Co. Ltd no mesmo ano.